# Бузенки
Бузенки — хутор в Острогожском районе Воронежской области. Входит в Мастюгинское сельское поселение.

## Население
| 2000 | 2005 | 2010 |
| ---- | ---- | ---- |
| 149  | ↗153 | ↘146 |

## Инфраструктура
На хуторе имеются три улицы — Весёлая, Молодёжная и Центральная.